# بورئن
بورئن (به هلندی: Buren) یک منطقهٔ مسکونی در هلند است که در امیلند واقع شده‌است. بورئن ۷۱۵ نفر جمعیت دارد.